# Championnat de France féminin de football 1979-1980
Navigation
Édition précédente Édition suivante
Le Division 1 1979-1980  est la 6e édition du championnat de France féminin de football. Le premier niveau national du championnat féminin oppose quarante-huit clubs français répartis dans six groupes de huit équipes, en une série de quatorze rencontres jouées durant la saison de football. Les meilleures équipes de chaque groupe sont qualifiées pour les demi-finales de la compétition qui consiste en deux mini-tournois à trois qui s'affrontent une seule fois. Les deux meilleures équipes s'affrontent enfin lors de la finale du championnat à la fin de la saison.
Les dernières places de chaque groupe du championnat sont synonymes de relégation en division inférieure.
À l'issue de la saison, le Stade de Reims décroche le quatrième titre de champion de France de son histoire en battant en finale l'ASJ Soyaux, sur le score de deux buts à zéro.

## Participants
Ces tableaux présentent les quarante-huit équipes qualifiées pour disputer le championnat 1979-1980. On y trouve le nom des clubs, la date de création du club, l'année de la dernière montée au sein de l'élite, le nom des stades ainsi que la capacité de ces derniers.
Le championnat comprend six groupes de huit équipes.
Légende des couleurs
- Champion de Division 1 la saison précédente.
- Promu de Division d'Honneur.

| Nom du club        | Date de création | Dernière montée | Stade                  | Capacité | Vict. |
| ------------------ | ---------------- | --------------- | ---------------------- | -------- | ----- |
| AC Abbeville       | 1975             | 1979            | Stade Paul-Delique     | 5 048    | /     |
| AO Boranaise       | -                | 1979            | Stade Municipal        | -        | /     |
| FCF Colombes       | -                | 1979            | -                      | -        | /     |
| AS Étrœungt        | -                | 1975            | -                      | -        | 2     |
| US Fécamp          | -                | 1979            | Stade René Gayant      | -        | /     |
| FOS Hem            | 1970             | 1979            | -                      | -        | /     |
| FCF Hénin-Beaumont | 1972             | 1978            | Stade Octave-Birembaut | 3 000    | /     |
| Stade de Reims     | 1968             | -               | -                      | -        | 3     |

Localisation des clubs engagés dans le Groupe Nord
| \| AC Abbeville AS Étrœungt FCF Hénin-Beaumont FOS Hem US Fécamp Stade de Reims AO Boranaise FCF Colombes \| |
| AC Abbeville AS Étrœungt FCF Hénin-Beaumont FOS Hem US Fécamp Stade de Reims AO Boranaise FCF Colombes       |

| Nom du club        | Date de création | Dernière montée | Stade                | Capacité | Vict. |
| ------------------ | ---------------- | --------------- | -------------------- | -------- | ----- |
| AS Gagnerie        | 1973             | 1977            | Stade Val de Chézine | 300      | /     |
| SC Le Rheu         | -                | 1979            | -                    | -        | /     |
| US Montfaucon      | -                | 1976            | Stade du Péché       | -        | /     |
| Ploufragan FC      | -                | 1979            | -                    | -        | /     |
| FF Quimper         | 1971             | 1975            | Stade de Kerhuel     | 2 040    | /     |
| Rochefort FC       | -                | 1979            | Stade du polygone    | -        | /     |
| Olympique de Royan | -                | 1979            | -                    | -        | /     |
| ES Valletaise      | -                | 1979            | -                    | -        | /     |

Localisation des clubs engagés dans le Groupe Ouest
| \| AS Gagnerie Rochefort FC SC Le Rheu Stade quimperois US Montfaucon Olympique de Royan ES Valletaise Ploufragan FC \| |
| AS Gagnerie Rochefort FC SC Le Rheu Stade quimperois US Montfaucon Olympique de Royan ES Valletaise Ploufragan FC       |

| Nom du club       | Date de création | Dernière montée | Stade                       | Capacité | Vict. |
| ----------------- | ---------------- | --------------- | --------------------------- | -------- | ----- |
| FC Baldersheim    | -                | 1979            | -                           | -        | /     |
| FC Danjoutin      | -                | 1979            | -                           | -        | /     |
| US Grauves        | -                | 1979            | -                           | -        | /     |
| FC Metz           | -                | 1979            | -                           | -        | /     |
| AS Nancy-Lorraine | -                | 1978            | Stade Marcel-Picot (Annexe) | -        | /     |
| ES Pont-à-Mousson | -                | 1979            | -                           | -        | /     |
| AS Valentigney    | 1974             | 1978            | Stade des Longines          | -        | /     |
| FC Vendenheim     | 1974             | 1979            | Stade Waldeck               | -        | /     |

Localisation des clubs engagés dans le Groupe Est
| \| AS Nancy-Lorraine AS Valentigney FC Baldersheim FC Metz FC Vendenheim ES Pont-à-Mousson US Grauves FC Danjoutin \| |
| AS Nancy-Lorraine AS Valentigney FC Baldersheim FC Metz FC Vendenheim ES Pont-à-Mousson US Grauves FC Danjoutin       |

| Nom du club        | Date de création | Dernière montée | Stade                               | Capacité | Vict. |
| ------------------ | ---------------- | --------------- | ----------------------------------- | -------- | ----- |
| SO Châtelleraudais | -                | 1979            | Stade de la Montée-Rouge            | -        | /     |
| ES Juvisy-sur-Orge | 1971             | 1979            | Stade Georges Maquin                | 2 000    | /     |
| USM Olivet         | -                | 1979            | -                                   | -        | /     |
| US Orléans         | 1968             | 1974            | -                                   | -        | /     |
| ASPTT Paris        | -                | 1979            | -                                   | -        | /     |
| Paris SG           | 1971             | 1979            | Stade Georges Lefevre               | 3 500    | /     |
| VGA Saint-Maur     | 1968             | 1978            | Stade Adolphe-Chéron                | -        | /     |
| Tours EC           | -                | 1979            | Stade de la Vallée du Cher (Annexe) | -        | /     |

Localisation des clubs engagés dans le Groupe Centre
| \| ES Juvisy-sur-Orge Paris SG Tours EC US Orléans VGA Saint-Maur SO Châtelleraudais0 ASPTT Paris USM Olivet \| |
| ES Juvisy-sur-Orge Paris SG Tours EC US Orléans VGA Saint-Maur SO Châtelleraudais0 ASPTT Paris USM Olivet       |

| Nom du club     | Date de création | Dernière montée | Stade                        | Capacité | Vict. |
| --------------- | ---------------- | --------------- | ---------------------------- | -------- | ----- |
| FCE Arlac       | 1976             | 1979            | Stade Joseph-Antoine Cruchon | -        | /     |
| ES Arpajonnaise | -                | 1979            | Stade du Pont                | -        | /     |
| Bergerac Foot   | -                | -               | -                            | -        | /     |
| ASPTT Bordeaux  | -                | 1979            | -                            | -        | /     |
| Bordeaux EC     | -                | 1979            | -                            | -        | /     |
| US Colomiers    | -                | 1975            | Stade Bertrand Andrieux      | -        | /     |
| ASF Muret       | -                | 1979            | Stade Clément Ader           | 3 001    | /     |
| AS Soyaux       | 1968             | 1978            | Stade Léo-Lagrange           | 400      | /     |

Localisation des clubs engagés dans le Groupe Sud-Ouest
| \| ASF Muret AS Soyaux ASPTT Bordeaux Bergerac Foot FCE Arlac US Colomiers ES Arpajonnaise Bordeaux EC \| |
| ASF Muret AS Soyaux ASPTT Bordeaux Bergerac Foot FCE Arlac US Colomiers ES Arpajonnaise Bordeaux EC       |

| Nom du club            | Date de création | Dernière montée | Stade                   | Capacité | Vict. |
| ---------------------- | ---------------- | --------------- | ----------------------- | -------- | ----- |
| Caluire SCSC           | 1968             | 1976            | Stade Terre des Lièvres | -        | /     |
| FC Lyon                | 1970             | 1977            | Plaine de Gerland       | 2 200    | /     |
| Olympique de Marseille | 1920             | 1975            | Stade de la Pépinière   | -        | /     |
| AS Romagnat            | -                | 1977            | -                       | -        | /     |
| Club inconnu           | -                | 1979            | -                       | -        | /     |
| Club inconnu           | -                | 1979            | -                       | -        | /     |
| Club inconnu           | -                | 1979            | -                       | -        | /     |
| Club inconnu           | -                | 1979            | -                       | -        | /     |

Localisation des clubs engagés dans le Groupe Sud-Est
| \| AS Romagnat Caluire SCSC FC Lyon Olympique de Marseille \| |
| AS Romagnat Caluire SCSC FC Lyon Olympique de Marseille       |

## Compétition

### Demi-finales

#### Classements
Le classement est calculé avec le barème de points suivant : une victoire vaut deux points, le match nul un et la défaite zéro.
Critères de départage en cas d'égalité au classement :
1. classement aux points des matchs joués entre les clubs ex æquo ;
2. différence entre les buts marqués et les buts concédés par chacun d’eux au cours des matchs qui les ont opposés ;
3. différence entre les buts marqués et les buts concédés sur la totalité des matchs joués dans le championnat ;
4. plus grand nombre de buts marqués sur la totalité des matchs joués dans le championnat ;
5. en cas de nouvelle égalité, une rencontre supplémentaire aura lieu sur terrain neutre avec, éventuellement, l’épreuve des tirs au but.

Groupe A
| Rang | Équipe           | Pts | J | G | N | P | Bp | Bc | Diff |
| ---- | ---------------- | --- | - | - | - | - | -- | -- | ---- |
| 1    | ASJ Soyaux       | 4   | 2 | 2 | 0 | 0 | 7  | 2  | +5   |
| 2    | Stade quimperois | 2   | 2 | 1 | 0 | 1 | 4  | 2  | +2   |
| 3    | VGA Saint-Maur   | 0   | 2 | 0 | 0 | 2 | 1  | 8  | -7   |

|  | Qualifié pour la finale de division 1.                                                                                                |
|  | T Tenant du titre. Pts points ; G victoires ; N match nuls ; P défaites Bp buts marqués ; Bc buts encaissés ; Diff différence de buts |

Groupe B
| Rang | Équipe                 | Pts | J | G | N | P | Bp | Bc | Diff |
| ---- | ---------------------- | --- | - | - | - | - | -- | -- | ---- |
| 1    | Stade de Reims         | 4   | 2 | 2 | 0 | 0 | 5  | 2  | +3   |
| 2    | Olympique de Marseille | 2   | 2 | 1 | 0 | 1 | 4  | 4  | 0    |
| 3    | FC Metz                | 0   | 2 | 0 | 0 | 2 | 3  | 6  | -3   |

Source : Erik Garin et Hervé Morard, « France - List of Women Final Tables », sur rsssf.com

#### Résultats
Source : Erik Garin et Hervé Morard, « France - List of Women Final Tables », sur rsssf.com
| Groupe A         | Groupe A    | Groupe A         | Groupe B               | Groupe B    | Groupe B               |
| 1re journée      | 1re journée | 1re journée      | 1re journée            | 1re journée | 1re journée            |
| Club             | Score       | Club             | Club                   | Score       | Club                   |
| ---------------- | ----------- | ---------------- | ---------------------- | ----------- | ---------------------- |
| Stade quimperois | 3 - 0       | VGA Saint-Maur   | Stade de Reims         | 2 - 1       | Olympique de Marseille |
| 2e journée       |             |                  |                        |             |                        |
| Club             | Score       | Club             | Club                   | Score       | Club                   |
| VGA Saint-Maur   | 1 - 5       | ASJ Soyaux       | Olympique de Marseille | 3 - 2       | FC Metz                |
| 3e journée       |             |                  |                        |             |                        |
| Club             | Score       | Club             | Club                   | Score       | Club                   |
| ASJ Soyaux       | 2 - 1       | Stade quimperois | FC Metz                | 1 - 3       | Stade de Reims         |

### Finale
| 15 juin 1980 | Stade de Reims       | 2 - 0   | ASJ Soyaux | Stade inconnu (Juvisy-sur-Orge)       |                                       |
|              | 2e Loisel · 38e Abar | (2 - 0) |            | Spectateurs : 597 Arbitrage : Riffaud | Spectateurs : 597 Arbitrage : Riffaud |

| Vatin                            |  | 45e |
| Olejnik                          |  |     |
| Renée Delahaye                   |  |     |
| Marie-Agnès Annequin-Plantagenet |  |     |
| Rachèle Vilarinho                |  |     |
| Pigeon                           |  | 55e |
| Véronique Roy                    |  |     |
| Scharo                           |  | 66e |
| Armelle Binard                   |  |     |
| Élisabeth Loisel                 |  |     |
| Nicole Abar                      |  |     |
| Remplacements :                  |  |     |
| Marie-Louise Butzig              |  | 45e |
| Hurrier                          |  | 55e |
| Dormois                          |  | 66e |
| Entraineur :                     |  |     |
| Pierre Geoffroy                  |  |     |

| Poirier               |  |     |
| Paulhac               |  |     |
| Mesnier               |  |     |
| Tinard                |  | 72e |
| Maurat                |  | 72e |
| Mercadier             |  |     |
| Florence Rimbault     |  |     |
| Bernadette Constantin |  |     |
| Tardat                |  | 45e |
| Chapuzet              |  |     |
| Bailly                |  |     |
| Remplacements :       |  |     |
| Bourinet              |  | 45e |
| Moreau                |  | 72e |
| Dupré                 |  | 72e |
| Entraineur :          |  |     |
| Gavoille              |  |     |

## Bilan de la saison
| Championnat de France féminin de football 1979-1980 |                           |
| Champion                                            | Stade de Reims (4e titre) |
| Dauphin                                             | ASJ Soyaux                |
| Promotions et relégations                           |                           |
| Promus en Division 1                                | Inconnu                   |
| Relégués en Division d'Honneur                      | Inconnu                   |